# When You're Gone (canción de Shawn Mendes)
«When You're Gone» —en español: «Cuando te hayas ido»— es una canción del cantante canadiense Shawn Mendes. Fue lanzada como sencillo a través de Island Records el 31 de marzo de 2022. La canción fue producida por el propio Mendes y Jonah Shy y coproducida por Scott Harris, y los tres la escribieron juntos. 

## Antecedentes y promoción
Mendes estrenó la canción el 19 de marzo de 2022, interpretándola en directo por primera vez en su actuación en el South by Southwest (SXSW) de Austin (Texas). La semana anterior a su anuncio, publicó fragmentos de la canción en la aplicación para compartir vídeos TikTok y dos días después anunció la canción y todos sus detalles.  

## Composición y letra
«When You're Gone» es una canción pop-rock en la que Mendes canta sobre el final de una relación, como en su anterior sencillo de finales de 2021, «It'll Be Okay». En la transición de la primera estrofa al estribillo, canta: "Es difícil para mí dejarte ir / Así que estoy tratando de aguantar, aguantar / No quiero saber cómo será cuando te hayas ido". Más adelante, en el estribillo, canturrea: "No sabía que quererte era lo más feliz que había sido nunca / Así que intento aguantar". La canción también se ha descrito como "una canción de amor soñadora con un estribillo contundente". 

## Recepción crítica
Antes del lanzamiento de «When You're Gone», Jason Lipshutz, de Billboard, describió la canción como "un tema pop-rock alegre que suena listo para sonar en la radio" y añadió que "posee un peso y un pulido que podrían convertirla en un elemento básico del repertorio de Mendes en los próximos años, e insinúa nuevos caminos prometedores para su forma de componer". Khushboo Malhotra, de CelebMix, declaró asimismo que "la canción anuncia una nueva era musical que parece prometedora y elevada, al tiempo que amplía sus horizontes auditivos y estilísticos", y la calificó de "sencillo desgarradoramente bello".

## Vídeo musical
El videoclip oficial de «When You're Gone» se estrenó junto con el lanzamiento de la canción el 31 de marzo de 2022. Comienza con una resolución en blanco y negro y ve a Mendes grabando la canción en un estudio y reuniéndose con fans. Tres días antes de su lanzamiento, Mendes se burló del vídeo en la aplicación de intercambio de vídeos TikTok, en el que se le veía bailando sin camiseta, con el pie de foto: "este es un comportamiento inusual". 

## Créditos y personal
- Shawn Mendes - voz, composición, producción, guitarra
- Jonah Shy - producción, composición, producción vocal, teclados, percusión, programación
- Scott Harris - producción adicional, composición, guitarra
- Jared Scharff - guitarra, bajo
- Adam Halferty - batería
- Andrew Maury - mezcla
- Joe LaPorta - masterización
- Ashley Jacobson - grabación
- Robert Johnson - grabación
- Jeremy Dilli - grabación

## Gráficos
| Listas (2022)                             | Mejor posición |
| ----------------------------------------- | -------------- |
| Argentina (Argentina Hot 100)             | 80             |
| Australia (ARIA)                          | 22             |
| Austria (Ö3 Austria Top 40)               | 24             |
| Bélgica (Flandes) (Ultratop 50)           | 16             |
| Bélgica (Valonia) (Ultratop 50)           | 20             |
| Canadá (Canadian Hot 100)                 | 13             |
| Croatia (HRT)                             | 6              |
| República Checa (Rádio Top 100)           | 1              |
| República Checa (Singles Digitál Top 100) | 30             |
| Dinamarca (Tracklisten)                   | 15             |
| Finlandia (OFC)                           | 40             |
| Alemania (Offizielle Deutsche Charts)     | 37             |
| Global 200 (Billboard)                    | 19             |
| Greece International (IFPI)               | 41             |
| Hungría (Rádiós Top 40)                   | 4              |
| Hungría (Single Top 40)                   | 30             |
| Hungría (Stream Top 40)                   | 25             |
| Iceland (Plötutíðindi)                    | 28             |
| Irlanda (IRMA)                            | 21             |
| Lebanon (OLT20)                           | 13             |
| Lithuania (AGATA)                         | 32             |
| Países Bajos (Dutch Top 40)               | 17             |
| Países Bajos (Mega Single Top 100)        | 45             |
| New Zealand Hot sencillos (RMNZ)          | 2              |
| Noruega (VG-lista)                        | 17             |
| Polonia (Polish Airplay Top 100)          | 7              |
| Portugal (AFP)                            | 69             |
| Singapore (RIAS)                          | 12             |
| Eslovaquia (Rádio Top 100)                | 4              |
| Slovakia (sencillos Digitál Top 100)      | 23             |
| South Africa (RISA)                       | 49             |
| Suecia (Sverigetopplistan)                | 38             |
| Suiza (Schweizer Hitparade)               | 16             |
| Reino Unido (UK Singles Chart)            | 32             |
| Estados Unidos (Billboard Hot 100)        | 38             |
| Estados Unidos (Adult Contemporary)       | 12             |
| Estados Unidos (Adult Top 40)             | 9              |
| Estados Unidos (Mainstream Top 40)        | 11             |
| Vietnam (Vietnam Hot 100)                 | 100            |

## Certificaciones
| País (organismo certificador) | Certificación | Unidades certificadas |
| ----------------------------- | ------------- | --------------------- |
| Australia (ARIA)              | Platino       | 70 000                |
| Dinamarca (IFPI Danmark)      | Oro           | 45 000                |
| Polonia (ZPAV)                | Oro           | 25 000                |
| Suiza (IFPI Suiza)            | Platino       | 20 000                |

## Historial de lanzamientos
| Región         | Fecha               | Formato(s)                    | Discográfica   | Ref.   |
| -------------- | ------------------- | ----------------------------- | -------------- | ------ |
| Varios         | 31 de marzo de 2022 | Descarga digital              | Island Records |        |
| Estados Unidos | 4 de abril de 2022  | Caliente adulto contemporáneo | Island Records | [ 49 ] |
| Estados Unidos | 5 de abril de 2022  | Radio de éxito contemporánea  | Island Records | [ 50 ] |